# مرشد المحتار إلى خصائص المختار
مرشد المحتار إلى خصائص المختار ﷺ كتاب يذكر خصائص النبي وصفاته بصورة دقيقة ومحققة معنمداُ على أقوال العلماء من أهل الظاهر والباطن، لخص فيه مصنفه محمد بن علي بن طولون الصالحي الحنفي الدمشقي كتاب أنموذج اللبيب في خصائص الحبيب للسيوطي، وكتاب "اللفظ المكرم لخصائص النبي ﷺ" لقاضي القضاة الخيضري الشافعي، وكتاب "الإعلام بخصائص النبي ﷺ" للجلال بن البلقيني، وكتاب "غاية السول في خصائص الرسول ﷺ" لابن الملقن، ورتبه علي مقدمة وثمانية فصول.

## وصلات خارجية
- مرشد المحتار إلى خصائص المختار- موقع مع الحبيب.(PDF)